# Racomitrium ptychophyllum
Racomitrium ptychophyllum är en bladmossart som beskrevs av Mitten in J. D. Hooker 1867. Racomitrium ptychophyllum ingår i släktet raggmossor, och familjen Grimmiaceae. Inga underarter finns listade i Catalogue of Life.